# Wolferstadt
Wolferstadt – miejscowość i gmina w Niemczech, w kraju związkowym Bawaria, w rejencji Szwabia, w regionie Augsburg, w powiecie Donau-Ries, wchodzi w skład wspólnoty administracyjnej Wemding. Leży na Wyżynie Frankońskiej, na terenie Parku Natury Dolina Altmühl, około 20 km na północ od Donauwörth.

## Dzielnice
W skład gminy wchodzą następujące dzielnice:
- Hagau
- Wolferstadt
- Zwerchstraß.

## Demografia
| Rok  | Liczba mieszk. |
| ---- | -------------- |
| 1970 | 957            |
| 1987 | 995            |
| 2000 | 1 103          |

## Polityka
Wójtem gminy jest Xaver Schnierle, rada gminy składa się z 12 osób.
|      | CSU | CWV | Razem |
| 2008 | 8   | 4   | 12    |
| 2002 | 6   | 6   | 12    |

## Oświata
W gminie znajduje się przedszkole oraz szkoła podstawowa (5 nauczycieli, 112 uczniów).